# Siegfried Deutsch
Siegfried Deutsch, auch Samuel, (geboren 28. September 1893 in Raggendorf, Österreich-Ungarn; gestorben 20. September 1968 in London) war ein österreichischer Sportfunktionär.

## Leben
Siegfried Samuel Deutsch trat 1897 der Jugendorganisation der Sozialdemokratischen Arbeiterpartei (SDAP) bei. Er heiratete 1907 im jüdischen Floridsdorfer Tempel Helene Berger, sie hatten zwei Kinder. 1908 eröffnete Deutsch am Floridsdorfer Spitz das Kleidergeschäft „Herren- und Damenschneiderei Wiener Salon Sobolewski & Deutsch“, das er ab 1929 gemeinsam mit seinem Sohn Fritz betrieb. Deutsch war Offizier im Ersten Weltkrieg. Er wurde zu einem nicht näher bekannten Zeitpunkt Mitglied der Jüdisch-Akademischen Verbindung Robur Wien.
Ab 1919 bis 1922 fungierte Deutsch als Präsident des Fußballvereins Floridsdorfer AC und wurde zum Präsidenten des Wiener Fußball-Verbandes gewählt. Von 1919 bis 1926 war er Vizepräsident im Österreichischen Fußballverband (ÖFV). In die Zeit fiel die Auseinandersetzung um die Einführung des Berufsfußballs in Österreich und die daraus resultierende Spaltung der Fußballorganisationen. In der Folge wurde Deutsch 1926 zum Präsidenten des Verbandes der Arbeiterfußballvereine Österreichs (VAFÖ) gewählt, der wiederum 1934 im Austrofaschismus aufgelöst wurde.
Nach dem Anschluss Österreichs 1938 wurde Deutsch’ Einzelhandelsgeschäft arisiert und Deutsch aus seiner Wohnung vertrieben. Ihm gelang 1939 die Flucht nach England, wo er sich als Hilfsarbeiter durchschlug. 1950 emigrierte Deutsch in die USA und war dort als Inhaber mehrerer Schneidereibetriebe tätig. 1955 erhielt er die US-amerikanische Staatsbürgerschaft. 1959 kehrte er nach London zurück.
Deutsch erhielt 1956 das Goldene Parteiabzeichen der SPÖ.